# Robert Gilmour (1er baronnet)
Robert Gordon Gilmour, 1er baronnet, (27 février 1857-24 juin 1939), né Robert Gordon Wolrige Gordon (il change son nom en 1887), est un  officier de l'armée britannique et le capitaine de la Compagnie Royale des Archers.

## Biographie
Gilmour rejoint l'armée britannique lorsqu'il est nommé sous-lieutenant dans les Grenadier Guards le 25 janvier 1878. Il sert dans la Guerre anglo-zouloue en 1879, est promu lieutenant le 1er juillet 1881 et sert dans la Guerre des mahdistes 1884-85. Il est promu capitaine le 23 juillet 1890 et major le 25 août 1896. Il sert dans le 2e bataillon du régiment en Afrique du Sud pendant la seconde guerre des Boers 1900-02. Pour son service dans la guerre, il reçoit l'Ordre du Service distingué (DSO) le 29 novembre 1900, et est nommé Compagnon de l'Ordre du Bain (CB) dans la liste des honneurs sud-africains d'octobre 1902. Après son retour au Royaume-Uni, il est promu lieutenant-colonel le 28 octobre 1902 et nommé commandant du 2e bataillon, Grenadier Guards. Il est Gentleman Usher of the Green Rod de 1917 jusqu'à sa mort.
Il est plus tard capitaine de la Royal Company of Archers, et le 29 juillet 1926, il est créé baronnet, de Liberton et Craigmillar dans le comté de Midlothian. Il vivait à Inch House, une grande maison du XVIIe siècle au sud d'Édimbourg.

## Famille
Il épouse le 19 octobre 1889 Susan Lygon (24 mai 1870-28 janvier 1962), deuxième fille de Frederick Lygon (6e comte Beauchamp). Ils ont quatre enfants:
- John Little Gilmour, 2e baronnet (1899–1977)
- Mary Gilmour (1890-1978), épouse Hughe Knatchbull-Hugessen
- Margaret Gilmour (née en 1892), épouse Dugdale
- Grizel Gilmour (1894–1975) qui épouse en 1919 Arthur Hope (2e baron Rankeillour) (1897–1958)

Susan Lygon Gilmour (24 mai 1870 - 28 janvier 1962) est créée Dame Commandeur de l'Ordre de l'Empire britannique en 1936. Elle est également appelée Dame Susan Gilmour. Elle est décédée en 1962, à l'âge de 91 ans.